# 迈克尔·怀特霍尔
迈克尔·约翰·怀特霍尔（英語：Michael John Whitehall，1940年4月12日—）是一个英国制片人、人才中介和作家。他是一个前人才中介，他成立了两个制片公司，1988年的哈瓦哈尔（与尼格爾·哈維斯合作），以及1998年的怀特霍尔。他曾代表科林·弗思和朱迪·丹奇他是喜剧演员傑克·懷特豪爾的父亲。

## 早期生活和教育
怀特霍尔曾在位于約克郡的天主教寄宿学校安普尔福思学院接受教育。 在接受教育后，怀特霍尔曾担任天主教报纸《宇宙》的摄影记者。

## 出版物
- 鲨鱼出没的水域：一个演员的代理的故事（2007）

## 作品年表

### 电视
| 年         | 标题     | 身份      | 备注 |
| ---------- | -------- | --------- | ---- |
| 2013至2015 | Backchat | Presenter |      |
| 2017       | 携父同游 | Presenter |      |